# Саунин, Василий Павлович
Василий Павлович Саунин (6 апреля 1928 — 2003) — передовик советской чёрной металлургии, бригадир труболитейщиков Липецкого металлургического завода «Свободный сокол» Министерства чёрной металлургии СССР, Герой Социалистического Труда (1976).

## Биография
Родился 6 апреля 1928 года в селе Конь-Колодезь, Хлевенского района Центрально-Чернозёмной области в крестьянской семье.
В 1945 году начал свою трудовую деятельность, стал работать рабочим совхоза «Конь-Колодезский». Был призван в ряды вооружённых сил Советской Армии, служил до 1952 года. Демобилизовавшись, устроился работать на липецкий завод «Свободный Сокол», вначале трудился электриком, потом перешёл работать литейщиком. В 1953 году завершил обучение в школе рабочей молодёжи. Вскоре ему доверили возглавить бригаду, обслуживающую центробежную машину по производству труб в трубном цехе №2. Василий Павлович участвовал в совершенствовании конструкции и схемы управления сложными агрегатами машин. Продукции, которая выпускалась его бригадой, присваивался Государственный знак качества.
В 1973 году по его инициативе было проведено социалистическое соревнование за отливку труб с минусовыми допусками. В 1971 году его трудовые успехи были отмечены государственной наградой - орденом Ленина.
За выдающиеся успехи, достигнутые в выполнении заданий девятой пятилетки и социалистических обязательств, Указом Президиума Верховного Совета СССР от 5 марта 1976 года Василию Павловичу Саунину было присвоено звание Героя Социалистического Труда с вручением ордена Ленина и золотой медали «Серп и Молот».
Активно участвовал в общественной жизни города, области и страны. Был делегатом XXIV съезда КПСС, членом Липецкого обкома партии, депутатом Липецкого областного Совета, внештатным секретарем обкома профсоюзов металлургов, членом партийного комитета завода и цеха. 
За многолетний ударный труд и активную жизненную позицию Василию Павловичу в 1983 году было присвоено звание «Почетный гражданин города Липецка». В 1984 году, отработав 32 года на производстве, вышел на заслуженный отдых.
Проживал в городе Липецке. Умер в 2003 году.

## Награды
За трудовые успехи удостоен:
- золотая звезда «Серп и Молот» (05.03.1976),
- два ордена Ленина (1971 и 05.03.1976),
- Почётный гражданин Липецка (1983),
- другие медали.